# Dinár

Současné použití dináru (tmavě zelená barva) a historické použití (světle zelená barva)

Název dinár je společný pro několik měn evropských, afrických i asijských států.

## Etymologie
Slovo dinár je zřejmě odvozeno od měny antického Říma - denaria. Podobné slovo se vyskytuje ve španělštině – dinero – jako označení pro peníze obecně.

## Země používající dinár
Dinár je současným zákonným platidlem v těchto státech:
| Stát              | Název měny       | Kód měny | Kontinent |
| ----------------- | ---------------- | -------- | --------- |
| Alžírsko          | Alžírský dinár   | DZD      | Afrika    |
| Bahrajn           | Bahrajnský dinár | BHD      | Asie      |
| Irák              | Irácký dinár     | IQD      | Asie      |
| Jordánsko         | Jordánský dinár  | JOD      | Asie      |
| Kuvajt            | Kuvajtský dinár  | KWD      | Asie      |
| Libye             | Libyjský dinár   | LYD      | Afrika    |
| Severní Makedonie | Makedonský denár | MKD      | Evropa    |
| Srbsko            | Srbský dinár     | RSD      | Evropa    |
| Tunisko           | Tuniský dinár    | TND      | Afrika    |

## Zaniklé měny
Toto je několik příkladů zaniklých měn, které se jmenovaly dinár:
- Aragonské království - španělský dinár
- Jugoslávie – Jugoslávský dinár
- Chorvatsko – Chorvatský dinár
- Bosna a Hercegovina – Dinár Bosny a Hercegoviny
- Republika srbská – Dinár Republiky srbské
- Republika Srbská Krajina – Dinár Republiky Srbská Krajina
- Súdán – Súdánský dinár